# Yoni Buyens
Yoni Buyens (Duffel, 10 maart 1988) is een Belgisch voetbalcoach en voormalig voetballer.

## Spelerscarrière

### Jeugd
Yoni Buyens werd opgeleid bij Lierse SK en maakte op zeventienjarige leeftijd zijn debuut voor het eerste elftal. Buyens mocht tijdens het seizoen 2004/05 meespelen in een wedstrijd tegen KRC Genk. Nadien keerde hij terug naar de beloften.

### Lierse SK
In 2006 maakte Buyens bij Lierse definitief de overstap naar de A-kern. Hij ontbolsterde onder het toezicht van trainer Kjetil Rekdal, hoewel de club voorlaatste werd en zo degradeerde naar Tweede Klasse. De jonge middenvelder bleef in Lier en groeide uit tot titularis. In 2009 sloot Lierse het seizoen af als vicekampioen.

### KV Mechelen
In mei 2009 verhuisde Buyens naar KV Mechelen. Ook daar werd hij een vaste waarde. Samen met Julien Gorius en Koen Persoons vormde hij het sterke middenveld van Malinwa. Zowel in 2010 als in 2011 greep Buyens met Mechelen net naast een plaats in Play-Off I. Zijn prestaties bleven echter niet onopgemerkt. De supporters riepen hem begin 2011 uit tot Meest Verdienstelijke Speler van 2010. In diezelfde periode toonde Club Brugge interesse in de middenvelder. De 23-jarige Buyens hoopte een stap hogerop te zetten en wilde graag naar Club Brugge vertrekken, maar voorzitter Johan Timmermans hield de transfer tegen.

### Standard Luik
Na afloop van het seizoen 2010/11 werd Buyens opnieuw gelinkt aan een transfer. Ditmaal was het Standard Luik dat naar Buyens informeerde, maar het bestuur van Mechelen wimpelde het eerste bod van de Rouches af. Uiteindelijk kwamen beide clubs op 20 juli 2011 toch tot een akkoord. Buyens ondertekende een contract voor vijf seizoenen. Hij werd bij Standard veel offensiever uitgespeeld dan bij KV Mechelen en dit leidde ook tot meer doelpunten, in zijn eerste seizoen maakte hij zes doelpunten en in zijn tweede seizoen acht. In zijn eerste twee seizoenen bij Standard was hij een vaste waarde maar in zijn derde seizoen moest hij onder trainer Guy Luzon vaak tevreden zijn met een plaats op de bank.

### Charlton Athletic
Omdat Buyens het laatste seizoen weinig speelkansen kreeg, werd hij voor een jaar verhuurd aan de Engelse tweedeklasser Charlton Athletic. Hij maakte zijn debuut in de competitiewedstrijd tegen Brentford FC. De middenvelder wist een basisplaats af te dwingen bij Charlton en maakte negen doelpunten, waarvan acht strafschoppen.

### KRC Genk
In de zomer van 2015 tekende hij voor drie seizoenen KRC Genk. Hij maakte zijn debuut op de eerste speeldag van het seizoen 2015/16 in de wedstrijd tegen OH Leuven door in de basis te starten, na 90 minuten werd hij vervangen voor Pieter Gerkens. Hij maakte zijn eerste doelpunt in de wedstrijd tegen VC Westerlo, Buyens gaf in deze wedstrijd ook nog een assist voor Thomas Buffel.

### KVC Westerlo
Toen Buyens bij Genk op een zijspoor zat, leende de club hem in het seizoen 2016/17 uit aan KVC Westerlo. Hij kwam er Bob Peeters (zijn vroegere trainer van bij Charlton) opnieuw tegen, al werd die al snel vervangen door Jacky Mathijssen. Op het einde van het seizoen degradeerde Westerlo naar Eerste klasse B.

### Lierse SK (II)
In Genk komt Buyens niet meer aan spelen toe en op 17 januari 2018 verhuist hij transfervrij naar Lierse SK, de club waarbij hij opgroeide. Later dat jaar wordt Lierse SK failliet verklaard door financiële problemen.

### Lierse Kempenzonen
Het opdoeken van traditieclub Lierse SK gaat niet onopgemerkt voorbij, door wrevel tussen verschillende supportersclubs en het vroegere bestuur worden er twee nieuwe ploegen opgericht: Lierse Kempenzonen en Lyra-Lierse. Buyens, die op dat moment een vrije speler is, beslist zich aan te sluiten bij Lierse Kempenzonen en tekent een contract voor twee seizoenen. In seizoen 2018/19 grijpt Buyens met Lierse Kempenzonen net naast promotie naar Eerste klasse B.

## Statistieken
| Seizoen         | Club                   | Land              | Competitie             | Competitie | Competitie | Beker | Beker | Europa | Europa | Totaal | Totaal |
| Seizoen         | Club                   | Land              | Competitie             | Wed.       | Dlp.       | Wed.  | Dlp.  | Wed.   | Dlp.   | Wed.   | Dlp.   |
| --------------- | ---------------------- | ----------------- | ---------------------- | ---------- | ---------- | ----- | ----- | ------ | ------ | ------ | ------ |
| 2004/05         | K. Lierse SK           | Vlag van België   | Jupiler Pro League     | 1          | 0          | 0     | 0     | —      | —      | 1      | 0      |
| 2005/06         | K. Lierse SK           | Vlag van België   | Jupiler Pro League     | 0          | 0          | 0     | 0     | —      | —      | 0      | 0      |
| 2006/07         | K. Lierse SK           | Vlag van België   | Jupiler Pro League     | 20         | 0          | 2     | 0     | —      | —      | 22     | 0      |
| 2007/08         | K. Lierse SK           | Vlag van België   | Tweede klasse          | 33         | 2          | 0     | 0     | —      | —      | 33     | 2      |
| 2008/09         | K. Lierse SK           | Vlag van België   | Tweede klasse          | 34         | 2          | 7     | 1     | —      | —      | 41     | 3      |
| 2009/10         | KV Mechelen            | Vlag van België   | Jupiler Pro League     | 32         | 1          | 5     | 0     | —      | —      | 37     | 1      |
| 2010/11         | KV Mechelen            | Vlag van België   | Jupiler Pro League     | 33         | 1          | 3     | 0     | —      | —      | 36     | 1      |
| 2011/12         | Standard Luik          | Vlag van België   | Jupiler Pro League     | 38         | 4          | 4     | 1     | 12     | 1      | 54     | 6      |
| 2012/13         | Standard Luik          | Vlag van België   | Jupiler Pro League     | 41         | 8          | 2     | 0     | —      | —      | 43     | 8      |
| 2013/14         | Standard Luik          | Vlag van België   | Jupiler Pro League     | 25         | 0          | 2     | 0     | 8      | 0      | 35     | 0      |
| 2014/15         | → Charlton Athletic FC | Vlag van Engeland | The Championship       | 40         | 8          | 3     | 1     | —      | —      | 43     | 9      |
| 2015/16         | KRC Genk               | Vlag van België   | Jupiler Pro League     | 30         | 4          | 2     | 0     | —      | —      | 32     | 4      |
| 2016/17         | KRC Genk               | Vlag van België   | Jupiler Pro League     | 0          | 0          | 0     | 0     | 2      | 0      | 2      | 0      |
| 2016/17         | → KVC Westerlo         | Vlag van België   | Jupiler Pro League     | 21         | 1          | 0     | 0     | —      | —      | 21     | 1      |
| 2017/18         | KRC Genk               | Vlag van België   | Jupiler Pro League     | 0          | 0          | 0     | 0     | —      | —      | 0      | 0      |
| 2017/18         | K. Lierse SK           | Vlag van België   | Eerste klasse B        | 12         | 0          | 0     | 0     | —      | —      | 12     | 0      |
| 2018/19         | Lierse Kempenzonen     | Vlag van België   | Eerste klasse amateurs | 34         | 11         | 1     | 1     | —      | —      | 35     | 12     |
| 2019/20         | Lierse Kempenzonen     | Vlag van België   | Eerste klasse amateurs | 20         | 1          | 0     | 0     | —      | —      | 20     | 1      |
| Carrière totaal | Carrière totaal        | Carrière totaal   | Carrière totaal        | 414        | 43         | 31    | 4     | 22     | 1      | 467    | 48     |

## Trainerscarrière
Na zijn spelersafscheid werd Buyens beloftentrainer bij KVC Westerlo, de club waar hij in het seizoen 2016/17 al actief was geweest als speler. In december 2023 schoof hij na het ontslag van hoofdtrainer Jonas De Roeck door naar de functie van assistent-trainer.
1 Bolat ·
2 Ortakaya ·
3 Haidara ·
4 Fixelles ·
5 Bos ·
7 Sayyadmanesh ·
9 Frigan ·
10 Devine ·
11 Gümüşkaya ·
13 Sakamoto ·
15 Sydorchuk ·
17 Smekens ·
18 Yow ·
19 Slimani ·
20 Gillekens ·
22 Reynolds ·
23 Seigers ·
25 Rommens ·
30 Van Langendonck ·
32 Jordanov ·
33 Neustädter ·
34 Haspolat ·
36 Youlley ·
39 Van den Keybus ·
40 Bayram ·
44 Vušković ·
46 Piedfort ·
47 Mebude ·
49 Placias ·
60 De Boeck ·
77 Alcócer ·
99 Jungdal ·
Coach: Simons